# Districte administratiu de Berna-Mittelland
El Districte administratiu de Berna-Mittelland és un dels 10 Districtes administratius del Cantó de Berna a Suïssa.
Es tracta d'un districte germanòfon i com la resta fou creat el dia 1 de gener de 2010 a partir de tres antics districtes, concretament el de Schwarzenburg, de Seftigen, de Konolfingen, de Fraubrunnen, de Berna, de Laupen i un municipi de Aarberg.
El municipi d'Ostermundigen és el cap del nou districte, que compta amb un total de 98 municipis i una població de 384336 habitants (a 31 de desembre de 2008), per a una superfície de 946,9 km².

## Llista de municipis
| Escut                       | Municipi                    | Habitants (31 de desembre de 2008) | Superfície en km² |
| --------------------------- | --------------------------- | ---------------------------------- | ----------------- |
| Albligen                    | Albligen                    | 463                                | 4.3               |
| Allmendingen                | Allmendingen                | 498                                | 3.8               |
| Arni                        | Ani                         | 975                                | 10.4              |
| Bäriswil                    | Bäriswil                    | 975                                | 2.8               |
| Belp                        | Belp                        | 9645                               | 17.6              |
| Belpberg                    | Belpberg                    | 399                                | 5.7               |
| Bern                        | Berna                       | 122925                             | 51.6              |
| Biglen                      | Biglen                      | 1740                               | 3.6               |
| Bleiken bei Oberdiessbach   | Bleiken bei Oberdiessbach   | 377                                | 3.4               |
| Bolligen                    | Bolligen                    | 6077                               | 16.6              |
| Bowil                       | Bowil                       | 1381                               | 14.7              |
| Bremgarten bei Bern         | Bremgarten bei Bern         | 3974                               | 1.9               |
| Brenzikofen                 | Brenzikofen                 | 555                                | 2.2               |
| Büren zum Hof               | Büren zum Hof               | 555                                | 3.5               |
| Clavaleyres                 | Clavaleyres                 | 49                                 | 1.0               |
| Deisswil bei Münchenbuchsee | Deisswil bei Münchenbuchsee | 95                                 | 2.1               |
| Diemerswil                  | Diemerswil                  | 203                                | 2.8               |
| Etzelkofen                  | Etzelkofen                  | 315                                | 2.8               |
| Ferenbalm                   | Ferenbalm                   | 1242                               | 9.2               |
| Fraubrunnen                 | Fraubrunnen                 | 1777                               | 7.7               |
| Frauenkappelen              | Frauenkappelen              | 1272                               | 9.3               |
| Freimettigen                | Freimettigen                | 406                                | 2.9               |
| Gelterfingen                | Gelterfingen                | 241                                | 3.5               |
| Gerzensee                   | Gerzensee                   | 1032                               | 7.8               |
| Golaten                     | Golaten                     | 291                                | 2.8               |
| Grafenried                  | Grafenried                  | 945                                | 4.7               |
| Grosshöchstetten            | Grosshöchstetten            | 3168                               | 3.4               |
| Guggisberg                  | Guggisberg                  | 1586                               | 54.9              |
| Gurbrü                      | Gurbrü                      | 257                                | 1.8               |
| Häutligen                   | Häutligen                   | 231                                | 3.0               |
| Herbligen                   | Herbligen                   | 546                                | 2.7               |
| Iffwil                      | Iffwil                      | 409                                | 5.0               |
| Ittigen                     | Ittigen                     | 10737                              | 4.2               |
| Jaberg                      | Jaberg                      | 249                                | 1.3               |
| Jegenstorf                  | Jegenstorf                  | 4684                               | 8.9               |
| Kaufdorf                    | Kaufdorf                    | 960                                | 2.1               |
| Kehrsatz                    | Kehrsatz                    | 4025                               | 4.4               |
| Kiesen                      | Kiesen                      | 789                                | 4.7               |
| Kirchdorf                   | Kirchdorf                   | 837                                | 6.1               |
| Kirchenthurnen              | Kirchenthurnen              | 281                                | 1.3               |
| Kirchlindach                | Kirchlindach                | 2757                               | 11.9              |
| Köniz                       | Köniz                       | 37974                              | 51.1              |
| Konolfingen                 | Konolfingen                 | 4739                               | 12.8              |
| Kriechenwil                 | Kriechenwil                 | 401                                | 4.8               |
| Landiswil                   | Landiswil                   | 641                                | 10.3              |
| Laupen                      | Laupen                      | 2779                               | 4.1               |
| Limpach                     | Limpach                     | 338                                | 4.4               |
| Linden                      | Linden                      | 1326                               | 13.3              |
| Lohnstorf                   | Lohnstorf                   | 234                                | 1.8               |
| Mattstetten                 | Mattstetten                 | 590                                | 3.8               |
| Meikirch                    | Meikirch                    | 2380                               | 10.3              |
| Mirchel                     | Mirchel                     | 536                                | 2.4               |
| Moosseedorf                 | Moosseedorf                 | 3555                               | 6.3               |
| Mühleberg                   | Mühleberg                   | 2640                               | 6.3               |
| Mühledorf                   | Mühledorf                   | 241                                | 2.3               |
| Mühlethurnen                | Mühlethurnen                | 1305                               | 2.9               |
| Mülchi                      | Mülchi                      | 241                                | 3.8               |
| Münchenbuchsee              | Münchenbuchsee              | 9750                               | 8.9\|             |
| Münchringen                 | Münchringen                 | 562                                | 2.4               |
| Münsingen                   | Münsingen                   | 11023                              | 8.5               |
| Muri bei Bern               | Muri bei Bern               | 12752                              | 7.7               |
| Neuenegg                    | Neuenegg                    | 4773                               | 22.0              |
| Niederhünigen               | Niederhünigen               | 647                                | 5.4               |
| Niedermuhlern               | Niedermuhlern               | 543                                | 7.2               |
| Noflen                      | Noflen                      | 238                                | 2.7               |
| Oberbalm                    | Oberbalm                    | 870                                | 12.4              |
| Oberdiessbach               | Oberdiessbach               | 3181                               | 13.0              |
| Oberhünigen                 | Oberhünigen                 | 344                                | 6.0               |
| Oberthal                    | Oberthal                    | 804                                | 10.6              |
| Oppligen                    | Oppligen                    | 641                                | 3.4               |
| Ostermundigen               | Ostermundigen               | 15031                              | 6.0               |
| Riggisberg                  | Riggisberg                  | 2364                               | 29.9              |
| Rubigen                     | Rubigen                     | 2746                               | 7.0               |
| Rüeggisberg                 | Rüeggisberg                 | 1868                               | 35.7              |
| Rümligen                    | Rümligen                    | 471                                | 4.7               |
| Rüschegg                    | Rüschegg                    | 1684                               | 57.4              |
| Schalunen                   | Schalunen                   | 387                                | 1.4               |
| Scheunen                    | Scheunen                    | 77                                 | 2.2               |
| Schlosswil                  | Schlosswil                  | 651                                | 3.5               |
| Stettlen                    | Stettlen                    | 2869                               | 3.6               |
| Tägertschi                  | Tägertschi                  | 389                                | 3.6               |
| Toffen                      | Toffen                      | 2476                               | 4.9               |
| Trimstein                   | Trimstein                   | 480                                | 3.6               |
| Urtenen-Schönbühl           | Urtenen-Schönbühl           | 5580                               | 7.2               |
| Vechigen                    | Vechigen                    | 4650                               | 24.8              |
| Münchenwiler                | Villars-les-Moines          | 399                                | 2.5               |
| Wahlern                     | Wahlern                     | 6217                               | 40.6              |
| Wald                        | Wald                        | 1149                               | 13.3              |
| Walkringen                  | Walkringen                  | 1822                               | 17.2              |
| Wichtrach                   | Wichtrach                   | 4012                               | 11.6              |
| Wiggiswil                   | Wiggiswil                   | 106                                | 1.4               |
| Wileroltigen                | Wileroltigen                | 404                                | 4.1               |
| Wohlen bei Bern             | Wohlen bei Bern             | 8986                               | 36.3              |
| Worb                        | Worb                        | 11359                              | 21.0              |
| Zauggenried                 | Zauggenried                 | 318                                | 3.7               |
| Zäziwil                     | Zäziwil                     | 1566                               | 5.4               |
| Zollikofen                  | Zollikofen                  | 9780                               | 5.4               |
| Zuzwil                      | Zuzwil                      | 524                                | 3.5               |
|                             | Total: 98                   | 384.336                            | 946,8             |